# Atilio Narancio
Atilio Narancio Bozzano (Montevideo, 3 de julio de 1883 - Montevideo, 22 de febrero de 1952) fue un pediatra, político y dirigente del fútbol uruguayo vinculado al Club Nacional de Football, del cual fue uno de los fundadores. Se lo conoció también como «El Padre de la Victoria» debido a su papel preponderante para la conquista de la medalla de oro por parte de la selección de fútbol de Uruguay en los Juegos Olímpicos de 1924.

## Biografía

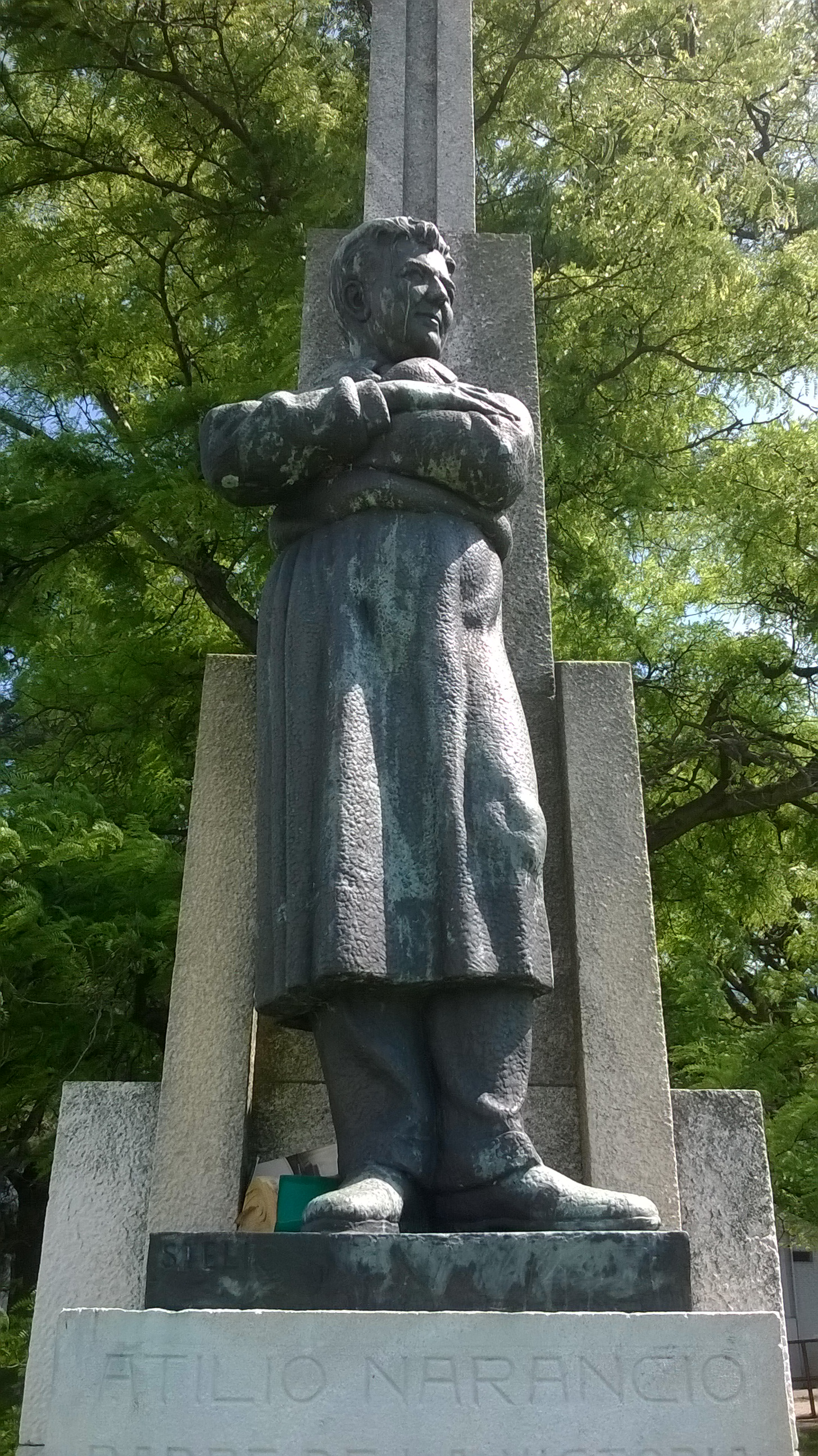
Monumento a Atilio Narancio ubicado en el Parque Batlle, enfrente al Estadio Centenario.

Nació el 3 de julio de 1883 en Montevideo, Uruguay, hijo de Manuel Narancio y María Bozzano.
Fue uno de los socios fundadores del Club Nacional de Football a la edad de 15 años, y fue presidente del club en dos ocasiones: en el periodo 1934-1935 y durante el año 1939. Actuó como vocal en 1936, 1938 y 1940 y como Secretario General en 1948 y 1949. Fue activo participante de la asamblea de 1911, que fijó el rumbo democrático del Club Nacional de Football.
También fue presidente de la Asociación Uruguaya de Fútbol entre los años 1923 y 1925 y fue miembro neutral en 1908. Fue un factor preponderante para que Uruguay estuviera representado en la Olimpiada de Colombes. Justamente, debido a este hecho, adquirió el apodo-homenaje de "El Padre de la Victoria". En 1930 fue miembro de la Comisión de Selección de Uruguay, que terminó con la selección uruguaya ganando por primera vez el Campeonato Mundial de Fútbol.
En 1923, bajo la presidencia del Dr. Atilio Narancio, la AUF organizó la VII Copa América en 1923 que se jugó íntegramente en el Parque Central. Durante el Congreso de la Confederación Sudamericana realizado el 17 de octubre de 1923 previo al inicio del campeonato, el Dr. Narancio reveló la afiliación de la AUF a la FIFA gestionada por el Dr. Enrique Buero por intervención del Ministro de Relaciones Exteriores de la época -Pedro Manini Ríos-, en el congreso reunido en mayo en Ginebra, y la seguridad de concurrir a "las Olimpiadas mundiales" en París de 1924, propuesta efectuada al Ministerio referido y trasladada a la AUF, en extensa carta del Dr. Buero remitida después de asistir al congreso de la FIFA citado, en el cual trabó amistad con Jules Rimet que por primera vez desde la presidencia del organismo dirigía la reunión.
Así, antes del comienzo del Torneo, el 25 de octubre, el Dr. Atilio Narancio les formuló una promesa a los jugadores:

Si salen campeones los llevo a los Juegos Olímpicos de París
Atilio Narancio

Los uruguayos salieron campeones de América, y Atilio Narancio hipotecó su casa para pagar el viaje a los Juegos Olímpicos de París que finalizó con el equipo se obtuviera la medalla de oro en un torneo que era considerado como el campeonato mundial.
Tuvo una extensa carrera política dentro del Partido Colorado. Fue diputado desde el 15 de febrero de 1914 hasta el 3 de abril de 1918 en el que asumió como senador hasta el 14 de febrero de 1923. Fue miembro del Consejo Nacional de Administración hasta 1927.
En el ámbito deportivo, Narancio también fue presidente de los clubes Reformers Football Club en el año 1917, del Club Atlético Atenas, del Montevideo Rowing Club y de la Federación Uruguaya de Remo.
En el aspecto político ocupó los cargos de Diputado, Senador y miembro del Consejo Nacional de Administración, durante cuatro años, en sustitución de José Batlle y Ordóñez. Su profesión era la de pediatra.
En febrero de 1954 la Comisión de Honor del Gran Homenaje Nacional al Dr. Atilio Narancio, presidida por José María Delgado, colocaron un monumento en su honor ubicado en las afueras del Estadio Centenario. La obra fue esculpida por Stelio Belloni y fue inaugurada el 14 de junio de 1959. Debajo de la escultura se encuentra la siguiente inscripción.

Atilio Narancio, Padre de la Victoria. El pueblo al insigne médico de la infancia, al ciudadano sin tacha, filántropo, espíritu inmortal.
Al patriarca del deporte, génesis, impulso y forjador de la gesta olímpica."